# Trånghalla
Trånghalla är en stadsdel i Jönköpings kommun i Jönköpings län, som ligger vid Vätterns västra strand, mellan Jönköping och Bankeryd. Namnet kommer från Trånghalla gård med anor från 1300-talet. Idag är området till stor del präglat av villabebyggelse. I stadsdelen finns även området Berghalla, där Jönköpings Segelsällskap (JSS) sedan 1915 äger Sjöbo Hamn.
I Trånghalla finns Trånghalla kyrka, byggd 1969, som tillhör Bankeryds församling av Svenska kyrkan.
Trånghallasandsten till Göta hovrätt och Kristinakyrkan i Jönköping togs på 1600-talet från ett sandstensbrott i Trånghalla.

## Historia
Trånghalla gård har gamla anor och är omnämnd redan under 1300-talet. Detta berodde på tillgången av brytbar sandsten av hög kvalitet. Här hämtades sten till pelare och portalöverstycken, altarbord och dopfuntar. Gården ingick i en gåva från Karl Ulfsson Sparre av Tofta till Alvastra kloster 1389. Under 1600-talet togs sandsten från Trånghalla till Kristine kyrka, Göta Hovrätt, samt Gamla rådhuset i Jönköping. Dopfunten i Bankeryds kyrka och soluret på kyrkogården daterat år 1627 kommer också från Trånghalla sandstensbrott. Brytning av sandsten, den s.k. Visingsöformationen, till byggnader i t.ex. Jönköping hade en blomstringstid mellan 1600-talet och till första decenniet på 1900-talet. Trånghalla gårds ägar-/brukarlängd är dokumenterad från 1389 fram till idag.
Järnvägen, som byggdes under åren 1862–1863 och invigdes år 1864, var en dramatisk händelse för Trånghalla gård. Spåret drogs omedelbart väster om mangårdsbyggnaden. Ladugård och flera andra byggnader, t.ex. rättarens bostad, hamnade på ena sidan av järnvägen och mangårdsbyggnaden på andra sidan av järnvägen. På den högra flygelbyggnaden fanns en vällingklocka. I samband med att byggnaderna frånsåldes gården, skänktes klockan till Norra Smålands Fornminnesförening. Den vänstra flygelbyggnaden fungerade ett tag som ”kommunalhus” och väntsal till Trånghalla anhalt, samt som lokal för söndagsskolan. Senare blev båda flygelbyggnaderna privatbostäder.
Järnvägen gav nya möjligheter och blev en anledning till att det var möjligt att bygga och bo så lång bort från staden. Jönköping var inne i en expansiv period med personer som hade god ekonomi. På 1900-talet byggdes de första villorna, först för sommarboende, men så småningom för boende året runt. År 1934 upphörde Ella Kastrup med gårdens jordbruk och år 1939 såldes gårdens kvarvarande ägor till Stockholms läns egnahemsförening, som lät upprätta gator, vatten och avloppsnät. Därefter såldes mängder av tomter.
Mangårdsbyggnaden från Gustav III:s tid blev en pampig del av Trånghallas villabebyggelse. Gårdens ladugård, med sin rännebro upp mot backen, låg väster om mangårdsbyggnaden. Där stod fram till 1949 en månghundraårig ask. Från gårdens ekonomibyggnader sträckte sig en allé av lind, alm och ask ända fram till gården Granbäcks ägor, där allén förenade sig med gården Målskogs allé.

### Trånghalla gårds ägarlängd
1. Tidigare än 1389 Karl Ulfsson Sparre av Tofta.
2. 1389 Alvastra kloster, gården ingick i en gåva från Karl Ulfsson Sparre av Tofta till Alvastra kloster.
3. 1635 Johan.
4. 1645 Major Göran.
5. 1655 Reinhold Liere. Erik Åkerhielm skrev en historisk roman 1909, om ”Jungfru Gertrud Håkansdotter”, en häxa som bodde på Trånghalla gård och som lär ha blivit bränd på torget i Jönköping år 1660.
6. 1671 Lars Billing, faktor.
7. 1681 Donerad till Smålands Kavalleriregemente.
8. 1773 Olof.
9. 1785 G. Aderbrant.
10. 1791 Gustav Bergman.
11. 1804 Nils Björkman, hovrättsassessor.
12. 1820 Per Nyander.
13. 1846 G.F. Dahlgren.
14. 1849 Nils Magnus Åhl.
15. 1854 Johannes Månsson.
16. 1876 Anders Magnus Andersson.
17. 1901 L. Pettersson, begynnande tomtförsäljning.
18. 1906 Emil Annerstedt, Berghalla och Sjöhagen blev sommarstugeområde.
19. 1918 C.O. Wennberg ½ J. Pettersson ½.
20. 1920 C.G. Geijer av släkten Geijer.
21. 1920 O.A. Carlsson, 8 april.
22. 1934 Ella Kastrup, gårdens jordbruk upphörde.
23. 1939 Gårdens kvarvarande ägor såldes till Stockholms läns egnahemsförening, som lät upprätta gator, vatten och avloppsnät. Därefter såldes mängder av tomter.[5]

### Urval av villor och bebyggelse i Trånghalla
Det finns flera äldre byggnader i form av torp, villor och gårdar i Trånghalla. Många är byggda under 1700- och 1900-talen. Under 2000-talet har flera arkitektritade större villor uppförts i framförallt området kring Berghalla samt Sjöhagen, vilka tidigare bestod av många sommarstugor som hade uppförts under första halvan av 1900-talet.
- Trånghalla gård, Ulfsbostigen 3. Anor från 1300-talet. Gården ingick i en gåva från Karl Ulfsson Sparre av Tofta till Alvastra kloster 1389. Flygelbyggnaderna till Trånghalla gård har fungerat som väntsal för Trånghalla anhalt och bibliotek under 1900-talet. I det södra huset bodde rättaren. Där fanns en vällingklocka. Barnrikefamiljen Granat bodde där på 1960-talet. Berghalla anhalt flyttades hit, som tillfällig sommarbostad för några av barnen.
- Uddeberg, Uddstigen 3. År 1905. Köpare var Byggmästare L Peterson, Badstugatan 72, Stockholm. Emil Annerstedt fick utan avgift bruka jorden, som ej togs i anspråk för sandstensbrytningen och han fick använda bryggan. Bostadshus för stenarbetare i Sandstensbrottet. Huset forslades från Visingsö till Trånghalla över Vätterns is år 1903 enl. hörsägen från bl. a. Johnsson, som bodde där på 1970- och 1980-talen. Stenbrytningen upphörde 1907, sandstenen var slutförbrukad. Fram till 1940-talet var huset bostad för ett flertal familjer. På 1960-talet hade fastighetsmäklare Schwartz huset som sommarbostad.
- Ulfsbo, Ulfsbostigen 8. År 1911. Köparen Bildhuggaren Carl Christian Christensen får tillträde till fri utfartsväg över Trånghalla gårds ägor och anläggande av ett vattenrör med pump från gårdens brunn i trädgården till Ulfsbo. 1914 köper Carl Christensen ytterligare tomt söder om Ulfsbo om 2659 kvm. Köpare/Byggherre bildhuggaren Carl Christensen, avled 1953. Bebos från 1955 till 1992 av konstnär Folke Eriksson. 1997 till 2017 av ägare Peter Hult, som också byggt till och renoverat huset. 2018, Ragnar Norbäck och Ann-Christine Svärd. 1926-28, före utbyggnad av ateljén, så låg den tvåmastade segelbåten yawlen Drottning Omma ankrad utanför Ulfsbo, som ägdes av Christensen och Konsul Joseph Eklöf. Båten skulle användas för en seglarskola. Den var dock i största laget och såldes 1928 och seglades till Kalifornien.
- Solbacken, Berghallavägen 34 (senare Ekgården). År 1911-1913. Köpebrev på avsöndring från Trånghalla Gård, yta 2 ha, kostnad 3207 kr. Säljare Emil Annerstedt. Köparen Herr Grosshandlare Thor Engelbrecht Vennberg, Helsingborg. Familjen, hustru och två barn, flyttar till Solbacken den 14 april 1913 men flyttar efter ekonomiska problem därifrån den 11 februari 1918. Ny ägare var Konsul Joseph H. Eklöf.
- Björkhaga, Ulfsbostigen 10. År 1914. Köpebrev på avsöndring från Trånghalla Gård, yta 8077 kvm, kostnad 3206 kr 90 öre. Säljare Emil Annerstedt. Köpare lektor Martin Petter Fritiof Hall. Björkhaga är första åren ett sommarboende men huset vinterbonas och familjen flyttar in den 24 juli 1931 för åretruntboende.
- Stenhalla, Ulfsbostigen 2. År 1914. Köpebrev på avsöndring från Trånghalla Gård, yta 5633 kvm, kostnad 1850 kr. Säljare Emil Annerstedt. Köpare Sparbankskamreraren Gottfried Sundbergh, Jönköping. I avtalet står bl.a. "Köparen äger att för lägenhetens förseende av vatten, på nuvarande stamhemmanets ägor i den källa, som är belägen invid Statens järnvägsspår söder om ifrågavarande lägenhet Stenhalla och 17 meter norr om gränsen till kronoegendomen Granbäck, utan ersättning anlägga en brunn och från denna i eller på jorden invid stängslet till järnvägsspåret anlägga en vattenledning."
- Bergalid, Ulfsbostigen 4. År 1914. Köpebrev på avsöndring från Trånghalla Gård, yta 4349 kvm, kostnad 1600 kr. Säljare Emil Annerstedt. Köpare Doktor Karl Stålberg, Jönköping. I avtalet står bl.a. "Köparen har rätt att begagna sig af nämnda strandområde för badning, promenader och båtplats samt å stamhemmanets ägor afgiftsfritt taga grus för eget behof."
- Bohemè, Ulfsbostigen 18. År 1914. Köpebrev på avsöndring från Trånghalla Gård, yta 1031 kvm, kostnad 600 kr. Säljare Emil Annerstedt. Herr Fredrik Nyman, Bokhållare Jönköping, Emil Annerstedts hustrus yngsta bror. Född i Hamrum, Korsberga, ca 10 km väster om Hjo.
- Sjöbo, Sjöbovägen 12 (senare Sjöbo Hamn). Från år 1790 finns de första dokumenten. Troligen byggdes Sjöbo, eller Nybygget som torpet hette då, i mitten av 1700-talet och tillhörde då Trånghalla gård. Den siste fasta boende var fiskaren Karl Elis Zackridsson, han bodde där ensam och väglös fram till sin död år 1912. Den 22 maj 1915 finns det köpebrev på avsöndring från Trånghalla gård, med en yta på 52 kvm och 0,39 ha. Kostnad var 1200 kr. Säljare Emil Annerstedt. Köpare Jönköpings Segelsällskap. I avtalet står bl.a. "Sällskapet äger rätt att för all framtid begagna väg från Trånghalla gård till lägenheten, äfvensom att i Vättern, utanför lägenheten, få anlägga en brygga och oinskränkt nyttja vattnet." Backstugan, som stod öde, renoverades senare under våren 1915 och invigdes den 15 juni samma år. År 1925 beslutades att kaj och vågbrytare skulle byggas och bildhuggaren Carl Christensen (död 1953), som byggde Ulfsbo i Trånghalla, ritade förslag. Konsul Joseph Eklöf ordnade finansieringen, delvis med egna medel. Nyinvigning skedde den 29 augusti 1926.
- Utås, Ulfsbostigen 6. År 1915. Köpebrev på avsöndring från Trånghalla Gård, yta 2815 kvm, kostnad 912 kr. Säljare Emil Annerstedt. Köpare Byggmästare C A Andersson. 1916, ny ägare. Plåtslagare Nils Lundberg. Senare fam. Källbäck, och fam. Käck.
- Lillhalla, Fjällhyddevägen 15-17. År 1915. Köpebrev på avsöndring från Trånghalla Gård, yta 2504 kvm, kostnad 800 kr. Säljare Emil Annerstedt. Köpare Herr Jaen Vikander, Jönköping. I avtalet står bl.a. "Rätt till badning, båtplats, utnyttjande av väg och att ta vatten från anvisad plats på stamfastigheten." Jaen Wikander var född i Skövde 1875 och drev Wikanders Uraffär i Jönköping under många år. Hans fru Ewa Wingqvist var född i Fritsla 1878. Ewa dog 1938 och Jean 1942. De hade inga barn. Huset rev 2020 och har ersatts av två nya villor.
- Skogsbo. År 1917, avsöndring begärd, yta 1,1060 ha. Lagfarten undertecknades av fyra präster i Jönköping: Eskil André, Oskar Ödqvist, Anders Blomqvist, Daniel Olsson. En stuga byggdes av diakon Boll och hans ”pojkar”.
- Fjällhyddan, Fjällhyddevägen 1. År 1917. Avsöndring från Trånghalla Gård, yta 2465 kvm. Säljare Emil Annerstedt. Köpare Poliskonstapel Löfgren, Jönköping. När huset byggdes fanns inte Kortebovägen och inget gatusystem i Trånghalla, men en färdväg mellan Torp och Granbäck gick här förbi.
- Vättersborg, Vättervägen 22. År 1918. Köpebrev på avsöndring från Trånghalla Gård, yta 3.62 ha, kostnad 40 000 kr. Säljare C O Vennberg, J Petersson. Köpare Herr Baron C J Geijer, Jönköping. I avtalet står bl.a. ”Vättersborg, belägen öster om järnvägen, omfattande trädgård, park, beteshage samt med därpå varande Corps de Logi och uthus. Strand och fiskerätt tillfaller lägenheten gentemot dess gränser.”
- Älfängen, Fjällhyddevägen 3-5. År 1919. Avsöndring från Trånghalla Gård, yta 0,2532 ha, kostnad 850 kr. Säljare O A Carlsson. Köpare Herr Sven Enoch Skärfeldt, Jönköping.[4][6]

### Stenbrottet i Trånghalla
Sandstensbrottet i Trånghalla, RAÄ-nr Bankeryd 95:1. Trånghallasandsten som har brutits i Trånghalla tillhör Visingsögruppen. Sandstenen avlagrades före kambriumperioden och bedöms vara mer än 900 miljoner år gammal. Troligen bröts sten i stenbrottet redan på 1200-1300-talen. Hittills har inte några säkra källor kunnat visa på stenbrytning så tidigt, men Jönköping fick sina stadsprivilegier 1284, Franciskanernas kloster finns dokumenterat från 1283 och Trånghalla gård från före år 1389, vilket gör det fullt möjligt att sten brutits i Trånghalla för byggnation vid någon av dessa platser. 

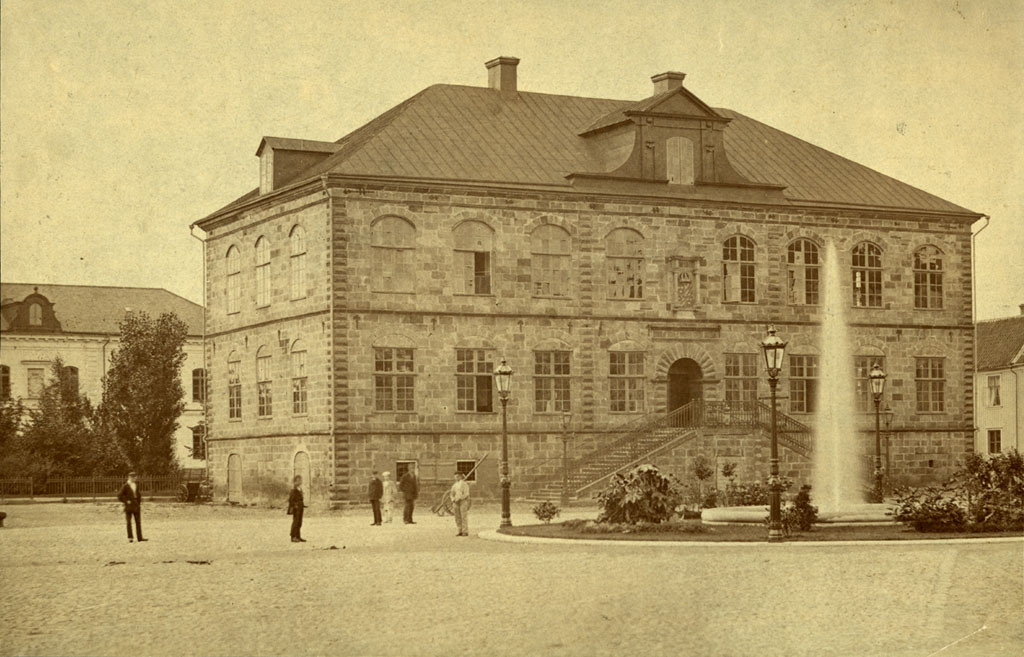
Göta Hovrätt i Jönköping, uppförd med sandsten från Trånghalla.

I en ej säker källa står att ”Ett stenbrott i Trånghalla finns omnämnt år 1390, och dess sandsten användes då rimligen till fundament till byggnader för det i övrigt i tegel uppförda i Jönköpings franciskanerkloster, efter reformationen år 1536 ombyggt till befästningsanläggningen Jönköpings slott. Efter att ha bränts ned byggdes slottet åter upp från år 1593, och då användes huggen sandsten från Omberg och Trånghalla för hörn och muröppningar, bland annat för den på 2010-talet utgrävda sydöstra bastionen Carolus.” I Bankeryds kyrka finns en dopfunt tillverkad av sandsten från Trånghalla. Just för denna typ av produkter och för fasadutsmyckning var stenen lämplig. Från 1640-talet bröts sandsten för Göta hovrätts byggnad i Jönköping och för Kristine kyrka. Stenen fraktades med rodda pråmar från stenbrottet till hamnbassängen vid kanalen i Jönköping.
Stenbrottet kallades tydligen för Knektehällan i folkmun, alltså var knektarna från Jönköpings slott på olika sätt delaktiga i stenbrytningen eller förberedelserna inför brytningen.
Kronan hade rätt att bryta sandsten, även om stenbrottet låg på Trånghalla gårds ägor. Någon gång i nyare tid, säg 1800-talet, fick gården rätten till stenen. I Algot Sunesons bok ”By och bygd med folk och fä”, skriven under 1920–1940-talen, skriver han: ”Det medeltida brottet var uttömt på grund av stordrift under Annerstedt dä tid. I stenbrottet hade man huggit sten för Jönköping redan under 1600–1700-talen, ja in i vår tid. Det sista som höggs fraktades på båt till Stockholm till fasadklädsel. Nu är bryggan borta, kvarnstenen likaså och endast litet skärv i sjön vittnar om att här varit ett stenbrott."
Sonen, Emil Annerstedt, köpte Trånghalla gård år 1900 tillsammans med en byggmästare från Stockholm, L Petersson och blev hälftenägare på så sätt. 1906 köpte Emil hela hemmanet, så när som på den första avsöndringen från gården. Det var Uddeberg, som innefattade Stenbrottet och udden strax söder därom, på vilken också ett timrat bostadshus för stenarbetare var uppfört. Enligt vissa uppgifter kom huset från Visingsö, över isen, 1903. Köpare var byggmästaren L Petersson, den förre delägaren av Trånghalla gård.
I skifteshandlingarna från 19 januari 1906 står bl.a. ”...enligt karta med å lägenheten befintliga byggnader, brygga och övriga därtill befintliga inventarier”, och i en annan paragraf ”... rätt att erhålla och begagna nödiga vägar över hemmanets ägor i och för förbindelse med ångbåtsbryggan vid Vättern, emot att å sagde vägar för stenbrottets räkning .... tillsläppa 50 tunnor gråmakadam årligen, ..... rätt anordna en lastbrygga vid vägövergången över järnbanan”. Det fanns alltså en brygga 1906. Den var avsedd i första hand för utlastning av den brutna stenen men eftersom den kallas ”Ångbåtsbryggan” användes den förmodligen även för persontrafik en tid då en sådan förekom från Jönköping och till Hjo. Men när AS Suneson skriver om Stenbrottet ca år 1930 fanns endast rester av bryggan kvar. Byggmästare Pettersson hade nog tänkt sig att stenbrytningen var en bra affär, men redan 1907 gick företaget i konkurs. Stenen var slutförbrukad. Sedan 1940-talet har trånghallaborna här sin båtplats. På grund av Vätterns vreda vågor måste båtarna alltid tas upp på land på en slip med vinschefter en båttur. För att hitta hit får man utgå från Uddebergsvägen och gå nedför den branta Stenbrottsbacken och sedan följa en stig alldeles vid branten mot sjön ner till båtplatsen.

### Fornfynd i Trånghalla
Endast ett fornfynd har gjorts i Trånghalla som finns registrerat i Riksantikvarieämbetets register, nämligen RAÄ-Bankeryd 158 som är en gammal stenyxa. RAÄ – Bankeryd 158 beskrivs så här: "Fyndplats för 1 omskaftad skafthålsyxa av grönsten och 1 stenstav/mortelliknande stötredskap av bergarten grönsten (eventuellt återanvänd avbruten trindyxa). Skafthålsyxan är 11,5 cm l, 5,8 cm br, 4,5 cm tj. Den s.k. stenstaven är 10,8 cm l, 4,9x3,8 cm diam i den tjockare änden. Skaftänden är 2,4x2,2 cm diam. Föremålen påträffades 1948- 1949 vid byggande av småhus, intill en bergklack nära husets NV hörn. Föremålen är i privat ägo."

### Urval av kända personer som bott eller bor i Trånghalla och Berghalla
- Carl Christian Christensen, skulptör, född i Jönköping den 3 juli 1878, son till bildhuggare Ferdinand Peder Christensen och Anna Kajsa Andersdotter. Bland hans mest framträdande arbeten finns en minnessten i svart granit över Jönköpings regementes 300-årsjubileum 1922, samt en byst på sockel i Jönköpings stadspark över stadsparkens skapare J.A. Olsson. Han har också gjort ett flertal gravmonument, byster och porträttreliefer i olika material. Carl Christensen var initiativtagare till bildandet av Södra Vätterbygdens Konstnärer (där han också satt som ordförande), samt deltog i grundandet av Konstnärernas Riksorganisation (där han satt som styrelsemedlem i 7 år). Christensen avled i Trånghalla, Ulfsbo, Jönköpings län, den 6 januari 1953 och är begravd i sina föräldrars grav på Östra kyrkogården i Jönköping.
- Thor Engelbrecht Vennberg, grosshandlare, född i Odensjö, Barnarp på Thoragårds Säteri den 7 november 1869, son till Johan Vennberg och Johanna Gustafa Dorothea Wångenberg. Det finns ett köpebrev från den 28 januari 1911 på avsöndring från Trånghalla gård, med en yta på 2 ha. Kostnaden var 3207 kr, säljare var Emil Annerstedt. Köparen Herr grosshandlare Thor Engelbrecht Vennberg, Helsingborg. Thor uppförde villa Solbacken (senare Ekgården) mellan 1911 och 1913 med ritningar av arkitekt Mauritz S:son Claes (1883–1967). Familjen Engelbrecht Vennberg med hustru och två barn flyttade till Solbacken den 14 april 1913 men flyttade efter ekonomiska problem därifrån den 11 februari 1918. Solbacken köptes 1918 av Konsul Joseph Eklöf och fick så småningom namnet Ekgården.
- Frithiof Hall, svenskt historiker/lektor och stadsfullmäktige i Jönköping, född den 25 mars 1864 i Halls socken, Gotlands län. Hall ägnade stor tid åt sin sommarvilla Villa Björkhaga i Trånghalla. I Villan finns målningar på dörrarna utförda av Pia Campell, ev. med hjälp av sonen Pelle. Hall var styrelseledamot i länets lasarettsdirektion samt länets fornminnesförening samt vice ordf. för Sydsvenska Kredit AB, föreståndare för Arbetare institutet och ordf. för fattigvårdsstyrelsen i Jönköping samt under kortare tid Stadsfullmäktige i Jönköping. Död den 18 maj 1941 i Jönköping och begraven på Östra kyrkogården, Jönköping, Kv 13, plats 211.[6]
- August Kristian Boll, diakon, föddes i Adolf Fredriks församling i Stockholm den 10 augusti 1891. Enligt uppgifter från kyrkoarkivet Sofia Församling Jönköping gjorde Boll en stor insats för att ge unga pojkar, som arbetade på Västra Tändsticksfabriken i Jönköping, en meningsfull fritid. Pojkarna – kallade "Bolls pojkar" – byggde bl. a., under Bolls ledning, en stuga, Skogsbo, i Trånghalla.
- Joseph H. Eklöf, skohandlare och Konsul, gift med Elsa Eklöf. Under ett sekel var Jönköping ledande inom den svenska skotillverkningen. Det var Carl Alfred Eklöf (1849–1915), som lade grunden för vad som skulle bli AB Löfsko. Han gjorde skor redan som indelt soldat i Ölmstad. Hantverket hade han lärt sig av sin far. Carl Alfred flyttade till Gränna omkring 1875. Där startade han ett skomakeri och hade flera gesäller och lärlingar. Sonen Josef (Joseph) sändes till Jönköping för att sälja skor på Östra Torget och så småningom hyrdes en lokal på Kanalgatan, som kom att bli Eklöf Skoaffär AB. Tillverkningen av skor växte och lönsamheten ökade. Man köpte upp Johan Löfqvist Skomanufaktur i Göteborg 1909–1910. År 1910 köpte Joseph H. Eklöf fabriken och flyttade år 1911 tillverkningen till fabriken som ligger i hörnet av Barnarpsgatan och Kungsgatan i Jönköping. Det är från denna tillverkare som namnet AB Löfsko kommer. Namnbytet skedde när Carl Alfreds söner, Josef och Axel övertog ansvaret för tillverkningen. År 1918 köpte Joseph Eklöf Villa Solbacken i Trånghalla som så småningom fick namnet Ekgården och som användes som sommarhus för Joseph och Elsa Eklöf under 1930-talet. 1920 köpte man upp Nordisk Skoindustri i Stockholm (Nordsko) vars tillverkning 1933 flyttades till Jönköping. Joseph tog över verksamheten efter faderns död. När Josephs son Bengt Eklöf gifte sig år 1945 flyttade han och hans hustru Karin till Ekgården för permanent boende. Numera ägs och bebos huset av bilhandlaren Sonny Holmgren, grundare av Holmgrens bil.[9]
- Sonny Holmgren, bilhandlare, gift med Berit Holmgren och grundare av Holmgrens bil. År 1960 startade Sonny Holmgren en firma för bilförsäljning i en liten lokal i Jönköping. Det började med begagnade bilar men ganska snart blev det även nybilsförsäljning och serviceverkstad. Sedan dess har bolaget vuxit och det är idag ett av Sveriges största bilhandelsföretag. 1972 flyttade de in i Ekgården (gamla Villa Solbacken). Villan är idag känd för sin park och de 1600 rhododendronbuskar som finns på tomten.[10]
- Peter Jutterström, politiker, född 3 januari 1958 i Vantör, är en svensk politiker (moderat). Sedan den 15 augusti 2017 är han kommunalråd i Jönköpings kommun, ordförande i kommunens tekniska utskott samt kommunstyrelsens första vice ordförande. Som sådan ansvarar Jutterström för frågor rörande fysisk planering och kommunikationer, miljö- och hälsoskydd, räddningstjänst, vatten och avlopp, avfall, fastigheter och energiplanering. Jutterström var riksdagsledamot för Jönköpings läns valkrets åren 2012–2014. Under sin tid i riksdagen var han suppleant i kulturutskottet. Från januari 2015 till augusti 2017 var han ordförande i kulturnämnden i Jönköpings kommun. Den 19 juni 2017 nominerades han till nytt kommunalråd i Jönköpings kommun. Peter är ägare till Villa Bergalid i Trånghalla som uppfördes år 1914.[11]

## Befolkningsutveckling
| Befolkningsutvecklingen i Trånghalla 1960–2005 | Befolkningsutvecklingen i Trånghalla 1960–2005 | Befolkningsutvecklingen i Trånghalla 1960–2005 | Befolkningsutvecklingen i Trånghalla 1960–2005 | Befolkningsutvecklingen i Trånghalla 1960–2005 |
| ---------------------------------------------- | ---------------------------------------------- | ---------------------------------------------- | ---------------------------------------------- | ---------------------------------------------- |
|                                                |                                                |                                                |                                                |                                                |
| År                                             |                                                |                                                | Folkmängd                                      | Areal (ha)                                     |
| 1960                                           | 1960                                           |                                                | 543                                            |                                                |
| 1965                                           | 1965                                           |                                                | 733                                            |                                                |
| 1970                                           | 1970                                           |                                                | 761                                            |                                                |
| 1975                                           | 1975                                           |                                                | 787                                            |                                                |
| 1980                                           | 1980                                           |                                                | 828                                            |                                                |
| 1990                                           | 1990                                           |                                                | 1 027                                          | 110                                            |
| 1995                                           | 1995                                           |                                                | 1 140                                          | 110                                            |
| 2000                                           | 2000                                           |                                                | 1 194                                          | 108                                            |
| 2005                                           | 2005                                           |                                                | 1 251                                          | 108                                            |
| Anm.: Sammanvuxen med Bankeryd 2010.           |                                                |                                                |                                                |                                                |